# Jüdischer Friedhof Dettensee

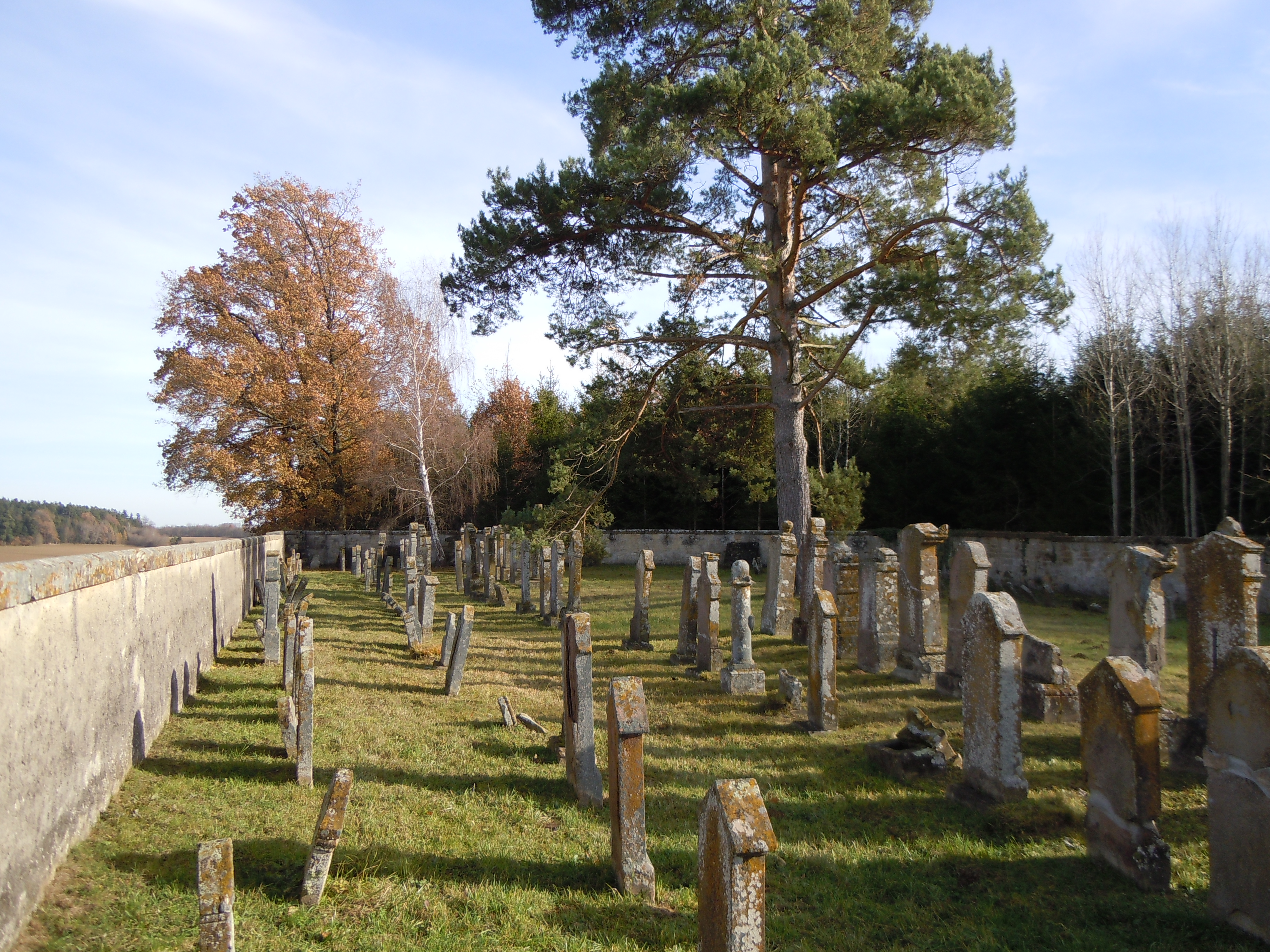
Jüdischer Friedhof in Dettensee

Der Jüdische Friedhof Dettensee ist ein jüdischer Friedhof in Dettensee, einem Stadtteil von Horb am Neckar. Der Ort liegt im südöstlichen Teil des Landkreises Freudenstadt in Baden-Württemberg.
Der 1261 m² große Friedhof liegt östlich des Dorfes am Brandweg. Er wurde 1830 angelegt, zuvor waren die Verstorbenen der hiesigen, seit dem 17. Jahrhundert bestehenden jüdischen Gemeinde im benachbarten Mühringen bestattet worden. Beisetzungen auf dem Friedhof Dettensee erfolgten in der Zeit zwischen 1831 und 1934, 1909 umgab man den Friedhof mit einer steinernen Mauer. Es sind 159 Grabsteine erhalten.